# 蘇厝朝安宮
蘇厝朝安宮，位在臺灣嘉義縣六腳鄉蘇厝村1鄰蘇厝寮84號之11，主祀蘇府千歲，配祀天上聖母、福德正神、司命真君、太子元帥。腹地廣大，廟宇雄偉莊嚴，是笨港地區唯一的文人廟。

## 由來
蘇府千歲，幼年時勤讀四書五經，係由翰林院侍讀考取進士後為大學士，任官至禮部尚書。

## 歷史
開基蘇府千歲係由蘇氏第十五世祖名白公（號玉開），於清朝康熙四十四年歲次乙酉年（1705年）恭請渡海入臺，後抵笨港南部腹地，墾殖定居，聚落以蘇姓為名，稱「蘇厝寮」。並將蘇府千歲安奉於蘇家宗祠供蘇家子弟膜拜，當時神威顯赫、香火鼎盛、聲名遠播，因而蘇家廳堂狹窄，在民國六十六年歲次丁巳年（1977年）經村民信眾建議將開基蘇府千歲安座於初步命名為朝安宮的村活動中心奉祀，民國八四年乙亥年（1995年）經過蘇厝村庄民提議建成新大廟，同年八月廿五日動土，民國九十年辛巳年（2001年）現在的廟宇完竣，同年九月廿七重新入火安座登基。巍峨聖宮殿、屹立笨港溪南岸，蘇府千歲祈求如意年安康，皆辦歡喜成。現任主任委員為蘇新發。

## 歷任住持
- 蘇吉
- 蘇鴻仁

歷任主任委員
- 王龍潛
- 蘇新發

預備主任委員
- 蘇英啟

預備方丈
- 林孟澤

## 交通
- 嘉義交流道
- 台19線
- 縣道157號
- 縣道166號

## 外部連結
- 六腳鄉公所